# Gyula Molnár (skoczek narciarski)
Gyula Molnár (ur. w 1952) – węgierski skoczek narciarski.
W 1969 wystąpił na mistrzostwach Europy juniorów na skoczni w Bollnäs. Zajął 21. miejsce (wśród 32 zawodników startujących). Rok później zajął wysokie szóste miejsce po dwóch skokach na 72 m (startowało 34 zawodników).
Brał udział w 18. (1969/1970) i 19. Turnieju Czterech Skoczni (1970/1971). W klasyfikacjach generalnych zajmował odpowiednio: 74. i 50. miejsce (wyprzedził odpowiednio sześciu i dziesięciu skoczków). Molnár reprezentował też Węgry na mistrzostwach świata w 1970 roku. Zajął 61. miejsce na mniejszej skoczni (71 m, 70 m) i 52. miejsce na skoczni większej (77 m i 93,5 m).
W swojej karierze pięciokrotnie zdobywał indywidualne mistrzostwo kraju w skokach narciarskich – miało to miejsce w latach 1968–1969 (mniejsza skocznia), 1970 (większa skocznia) oraz w 1978 roku na obu skoczniach.